# Pseudolella norvegica
Pseudolella norvegica är en rundmaskart som beskrevs av Allgen 1947. Pseudolella norvegica ingår i släktet Pseudolella och familjen Axonolaimidae. Inga underarter finns listade i Catalogue of Life.